# Henning Bommel
Henning Bommel (Finsterwalde, 23 de febrero de 1983) es un deportista alemán que compitió en ciclismo en las modalidades de pista, especialista en las pruebas de persecución por equipos y madison, y ruta.
Ganó una medalla de bronce en el Campeonato Mundial de Ciclismo en Pista de 2013  y tres medallas en el Campeonato Europeo de Ciclismo en Pista, en los años 2012 y 2014.
Participó en los Juegos Olímpicos de Río de Janeiro 2016, ocupando el quinto lugar en la prueba de persecución por equipos.

## Medallero internacional
| Campeonato Mundial | Campeonato Mundial     | Campeonato Mundial | Campeonato Mundial      |
| Año                | Lugar                  | Medalla            | Competición             |
| ------------------ | ---------------------- | ------------------ | ----------------------- |
| 2013               | Minsk (Bielorrusia)    | Medalla de bronce  | Madison                 |
| Campeonato Europeo |                        |                    |                         |
| Año                | Lugar                  | Medalla            | Competición             |
| 2012               | Panevėžys (Lituania)   | Medalla de plata   | Persecución por equipos |
| 2014               | Baie-Mahault (Francia) | Medalla de plata   | Persecución por equipos |
| 2014               | Baie-Mahault (Francia) | Medalla de bronce  | Puntuación              |

## Palmarés
2006
- 1 etapa de la Vuelta a Serbia

2008
- 1 etapa del Tour de Bulgaria